# E63 (trasa europejska)
E63 – trasa europejska pośrednia północ-południe, wiodąca z Sodankylä do Turku w Finlandii. Na odcinku Sodankylä–Kuopio biegnie wzdłuż drogi krajowej nr 5, natomiast od Kuopio do Tampere drogi krajowej nr 9.
Przebieg trasy: Sodankylä – Kuusamo – Kajaani – Iisalmi – Kuopio – Jyväskylä – Tampere - Turku

## Stary system numeracji
Do 1983 obowiązywał poprzedni system numeracji, według którego oznaczenie E63 dotyczyło trasy: Hamm — Kassel — Herleshausen — Erfurt — Chemnitz — Dresden. Arteria E63 była wtedy zaliczana do kategorii „B”, w której znajdowały się trasy europejskie będące łącznikami lub odgałęzieniami.

### Drogi w ciągu dawnej E63
Lista dróg opracowana na podstawie materiału źródłowego
| Niemcy Zachodnie | - droga nr 63: Hamm – Werl - autostrada A44: Werl – Soest – Scherfede – Kassel - droga nr 7: Kassel – Helsa – Waldkappel – Netra - Netra – Herleshausen – granica z NRD |
| NRD              | - granica z RFN – Eisenach - autostrada E63 (A7): Eisenach – Erfurt – Gera – Chemnitz (Karl-Marx-Stadt) – Dresden                                                       |